# Stadtbrand von Rodenberg 1859

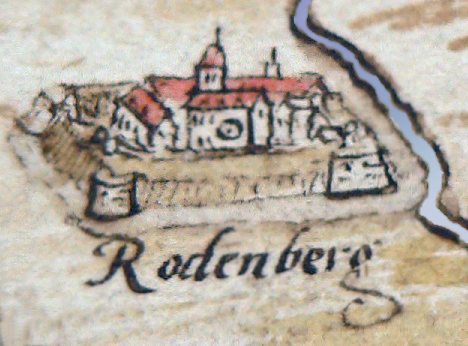
Rodenberger Schloss im Jahr 1591

Der Stadtbrand von Rodenberg 1859 in der Nacht vom 5. auf den 6. November
zerstörte mehr als ein Drittel der Gebäude in der Stadt Rodenberg, die damals zur Landgrafschaft Hessen-Kassel gehörte. Das auch vom Stadtbrand betroffene Schloss Rodenberg wurde abgerissen, um die Steine als Baumaterial zu nutzen. Dem Brand gingen eine merkwürdige Prophezeiung und zwei kleinere Brände voraus.

## Vorgeschichte
Laut der vom Ortschronisten Adolf Mithoff 1912 verfassten Ortschronik kam es im Vorfeld des Brandes zu merkwürdigen Ereignissen in Rodenberg. Im Vorsommer des Jahres 1859 habe eine gut gekleidete Handelsfrau im Gasthof Stockholm übernachtet, die behauptete, hellsehen zu können. Vor ihrer Abreise soll sie erzählt haben, dass sie im Schlaf gesehen habe, dass Rodenberg noch vor Ende des Jahres von drei, kurz aufeinander erfolgenden Feuersbrünsten erfasst werden würde. Die erste werde ein größerer Brand in der Nähe des Gasthofes Stockholm sein, die zweite ein kleineres Feuer und die dritte eine gewaltige Feuerbrunst in der Stadt. Nur wenige glaubten ihr, weshalb diese Geschichte relativ schnell vergessen wurde.
Tatsächlich kam es wenige Wochen nach Abreise der Frau im Juli 1859 zum Brand des Schäferhofes, der trotz des Einsatzes der Rodenberger Pflichtfeuerwehr niederbrannte. Acht Tage nach dem ersten Brand geriet ein kleines Haus nahe dem Gasthof Stockholm in Brand, bei dem das Dach des Hauses zerstört wurde. Die Rodenberger hatten sich inzwischen an die Vorhersage der „Hellseherin“ erinnert und befürchteten, dass Brandstifter die Prophezeiung wahr machen könnten. Deshalb hielten drei Monate lang mehrere Nachtwächter-Trupps Wache. Da die Presse über den Aberglauben der Rodenberger spottete und die Bürger den Nachtwache-Dienst zunehmend als Bürde ansahen, wurde diese Pflicht Ende Oktober 1859 aufgehoben.

## Verlauf
Am stürmischen 5. November 1859 brach gegen 21 Uhr in einem alten Brauhaus in der Echternstraße ein Brand aus. Das Feuer war infolge zu hoher Erhitzung der Darre entstanden. Es nährte sich aus den leicht brennbaren Stoffen in der Darre, so dass das gesamte Gebäude in Brand geriet. Die Löschversuche der Brauknechte und Nachbarn blieben erfolglos. Nach dem Läuten der Feuerglocken liefen die Bürger in Panik auf die Straßen, da sie die Prophezeiung der angeblichen Hellseherin bestätigt sahen. Die Rodenberger Feuerwehrspritzen waren schnell vor Ort und begannen mit Löscharbeiten. Diese Bemühungen wurden jedoch durch einen starken Südwind, der die Flammen auf die Nachbarhäuser übergreifen ließ und den Brand in einer großen Schneise nach Norden trieb, zunichtegemacht. Nach kurzer Zeit verstummten die Feuerglocken, da das Rathaus in Flammen stand. Rauch und Feuerschein waren weithin sichtbar. Gegen Mitternacht waren große Teile der Echternstraße, der Amtshof, das Rathaus und das Schloss niedergebrannt. 25 auswärtige Feuerwehren und Pioniere aus Hannover sowie freiwillige Helfer aus Nachbarorten kamen, um das Feuer zu bekämpfen. Am nächsten Morgen war die größte Gefahr durch das Feuer gebannt und es wurde Brandwache gehalten.

## Nachwirkungen

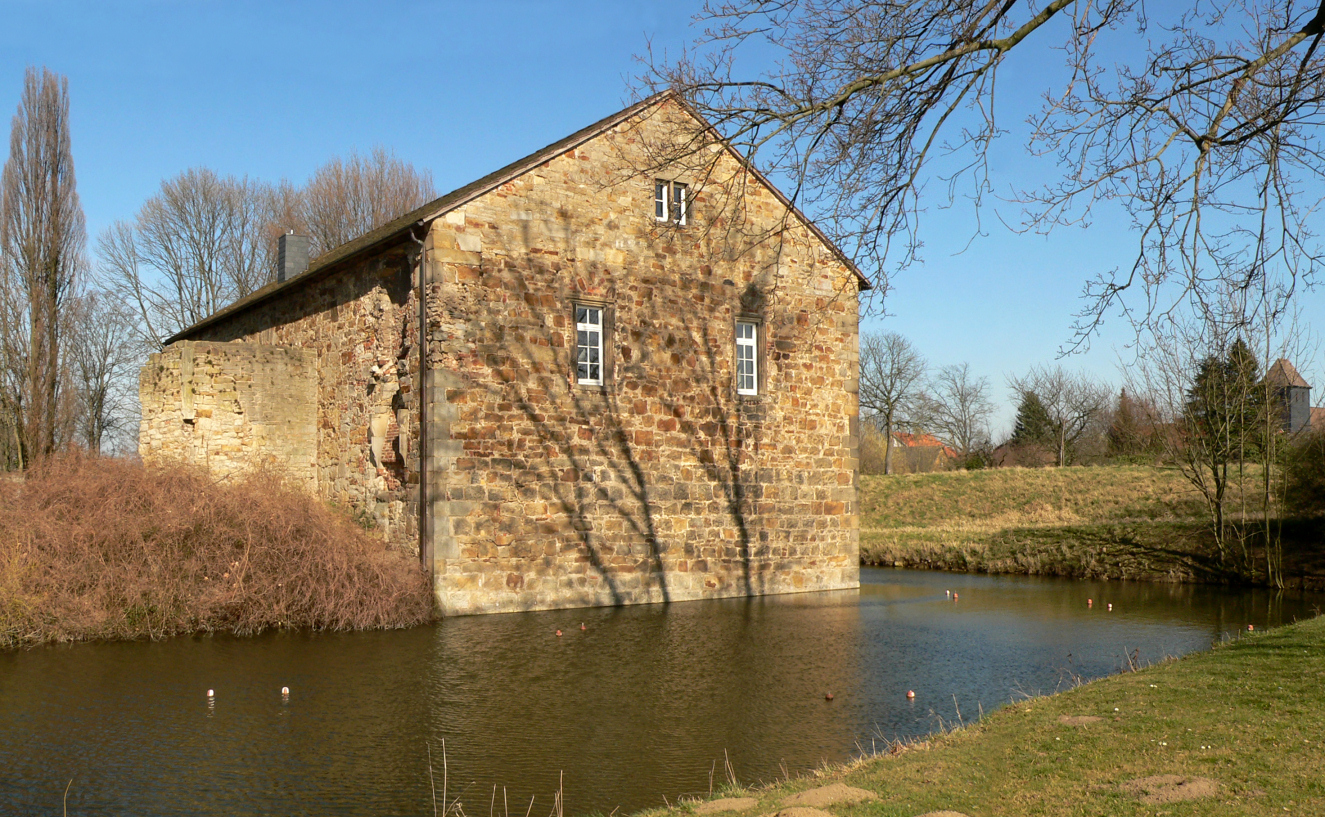
Der frühere Palas und das spätere Ständehaus als einer der letzten Baureste von Schloss Rodenberg

Durch den Brand wurden das Brauhaus, das Rathaus, das jüdische Gemeindehaus sowie die Gebäude in der Mühlen-, Echtern- und Langestraße zerstört. Von den rund 80 Gebäuden im Ort brannten etwa 30 Häuser ab. Da in der Landgrafschaft Hessen-Kassel die Zugehörigkeit zur Brandkasse eine Pflichtversicherung für jeden Hausbesitzer war, waren alle abgebrannten Häuser versichert.
Der Wiederaufbau der Stadt begann schon im Frühjahr 1860. Die Stadtverwaltung musste in den Gasthof Stockholm umziehen und ordnete den Bau eines neuen Rathauses an. Das Schloss Rodenberg wurde nicht wieder errichtet, sondern einschließlich der Fundamente und Keller abgerissen. Das Steinmaterial wurde zum Teil für den Wiederaufbau des Domänenhofes und der Rodenberger Saline sowie im Kurort Nenndorf verwendet. Kurgäste aus Nenndorf besichtigten die abgebrannte Burgruine und setzen sich für ihren Erhalt bei der Regierung in Kassel ein, die die bereits fortgeschrittenen Abrissarbeiten stoppte. Dadurch hat sich vom Schloss nur das Ständehaus erhalten.
2009 wurde aufgrund des 150. Jahrestages des Brandes eine Sonderausstellung im Rodenberger Heimatmuseum unter dem Titel „Feuer in der Stadt - Großer Brand in Rodenberg“ durchgeführt. Zum 160. Jahrestag im Jahr 2019 führten die Museumslandschaft Amt Rodenberg e.V. und die örtliche Freiwillige Feuerwehr eine Veranstaltung mit einem Stadtrundgang zu den Stationen des Brandes durch, an der sich rund 300 Personen beteiligten.